# Soľník
Soľník é um município da Eslováquia, situado no distrito de Stropkov, na região de Prešov. Tem 3,56 km² de área e sua população em 2018 foi estimada em 31 habitantes.

## Demografia
| Ano:        | 1994 | 2004    | 2014    | 2024 |
| ----------- | ---- | ------- | ------- | ---- |
| Broj ljudi: | 71   | 43      | 33      | 33   |
| Razlika:    |      | -39,43% | -23,25% | +0%  |

| Ano:               | 2023 | 2024 |
| ------------------ | ---- | ---- |
| Número de pessoas: | 33   | 33   |
| Diferença:         |      | +0%  |